# Joppa (Illinois)
Joppa é uma vila localizada no estado americano de Illinois, no Condado de Massac.

## Demografia
Segundo o censo americano de 2000, a sua população era de 409 habitantes. Em 2006, foi estimada uma população de 411, um aumento de 2 (0.5%).

## Geografia
De acordo com o United States Census Bureau tem uma área de 1,3 quilômetros quadrados, dos quais 1,3 quilômetros quadrados cobertos por terra e 0,0 quilômetros quadrados cobertos por água. Joppa localiza-se a aproximadamente 114 metros acima do nível do mar.

## Localidades na vizinhança
O diagrama seguinte representa as localidades num raio de 20 quilômetros ao redor de Joppa.